# Landtag de Thuringe
8e législature
Landtagsgebäude
Le Landtag de Thuringe (en allemand : Thüringer Landtag) est le parlement régional de l'État libre de Thuringe. Il se compose de 88 députés.

## Mode de scrutin
Le Landtag est constitué de 88 députés (en allemand : Mitglied des Landtags, MdL), élus pour une législature de cinq ans au suffrage universel direct et suivant le scrutin proportionnel de Hare.
Chaque électeur dispose de deux voix : la première lui permet de voter pour un candidat de sa circonscription, selon les modalités du scrutin uninominal majoritaire à un tour, le Land comptant un total de quarante-quatre circonscriptions ; la seconde voix lui permet de voter en faveur d'une liste de candidats présentée par un parti au niveau du Land.
Lors du dépouillement, l'intégralité des 88 sièges est répartie en fonction des secondes voix récoltées, à condition qu'un parti ait remporté 5 % des voix au niveau du Land. Si un parti a remporté des mandats au scrutin uninominal, ses sièges sont d'abord pourvus par ceux-ci.
Dans le cas où un parti obtient plus de mandats au scrutin uninominal que la proportionnelle ne lui en attribue, la taille du Landtag est augmentée jusqu'à rétablir la proportionnalité.
En 1990, le Landtag de Thuringe était élu pour un mandat de quatre ans.

## Historique

### Présidents du Landtag
| Nom                    | Nom               | Début             | Fin               | Parti     |
| ---------------------- | ----------------- | ----------------- | ----------------- | --------- |
|                        | August Fröhlich   | 21 novembre 1946  | juillet 1952      | SED       |
|                        | Gottfried Müller  | octobre 1990      | octobre 1994      | CDU       |
| Frank-Michael Pietzsch | 1994              | 1999              |                   | CDU       |
| Christine Lieberknecht | 1er octobre 1999  | 8 juillet 2004    |                   | CDU       |
| Dagmar Schipanski      | 8 juillet 2004    | 29 septembre 2009 |                   | CDU       |
| Birgit Diezel          | 29 septembre 2009 | 14 octobre 2014   |                   | CDU       |
| Christian Carius       | 14 octobre 2014   | 31 octobre 2018   |                   | CDU       |
| Birgit Diezel          | 12 décembre 2018  | 26 novembre 2019  |                   | CDU       |
|                        | Birgit Keller     | 26 novembre 2019  | 28 septembre 2024 | Die Linke |
|                        | Thadäus König     | 28 septembre 2024 | en fonction       | CDU       |

### Législatures

1re législature.
2e législature.
3e législature.
4e législature.
5e législature.
6e législature.
7e législature.
8e législature.